# Lestomyia fraudigera
Lestomyia fraudigera är en tvåvingeart som beskrevs av Samuel Wendell Williston  1883. Lestomyia fraudigera ingår i släktet Lestomyia och familjen rovflugor.
Artens utbredningsområde är Kalifornien. Inga underarter finns listade i Catalogue of Life.